# Bahamas
Bahamas – polski zespół muzyczny wywodzący się z nurtu Disco Polo, znany głownie z wykonywania piosenki dla dzieci.Laureat złotej i platynowej płyty. Twórca wielu albumów muzycznych dla dzieci oraz dorosłych. 

## Historia
Zespół został założony 9 listopada 1993 roku w Sosnowcu przez Zbigniewa Opałkę i Michała Buska. W 1994 roku zespół wydał swój pierwszy album pt. Nie wierzcie dziewczyny, w którym znajduje się przebój pod tym samym tytułem. Następnie wydał płyty: Titina (1995), Niebieski patrol (1996), w którym znajduje się wylansowany przebój pt. „Karolina z moich snów”. W 1997 roku, zespół wydaje kolejną płytę pt. Kolorowy zawrót głowy,  na której znajduje się  przełomowy hIt dla dzieci, piosenka pt. Pluszowy miś. Nośnik sprzedał się w ilości 350 000 egzemplarzy, za co zespół został uhonorowany  złotą i płytą platynową. 
Od 1997 roku zespół zaczął nagrywać piosenki dla najmłodszych i do dziś identyfikuje się jako muzyczna formacja dla dzieci. Zespół bierze udział w wielu akcjach i koncertach charytatywnych pomagającym dzieciom pokrzywdzonym przez los. W okresie od 11 listopada 2001 roku do 25 sierpnia 2002 roku, w programie Disco Relax,TV Polsat, zespół prowadzi swój autorski blok muzyczny pt. Do ucha do malucha. W 2011 roku zespół prowadzi w telewizji TVS, kolejny autorski program muzyczny dla dzieci pt. „Koncert Życzeń przedszkolaka w Kąciku Pluszaka”.

## Dyskografia

### Albumy studyjne
- Nie wierzcie dziewczyny (1994)
- Titina (1995)
- Niebieski patrol (1996)
- Kolorowy zawrót głowy (1997)
- Pluszowy miś (1997) – Platynowa i złota płyta
- Misiowe przeboje (2001)
- Hity Dla Dzieci – Puszek maluszek (2009)
- Hity Dla Dzieci – Mój pluszowy miś (2009)

### Albumy kompilacyjne
- Titina (2006)[2]
- Bahamas - Wielka Kolekcja Disco Polo (2009)[3][4][5][6]